# Lokal basinkomst
För en generell beskrivning av basinkomst, med fokus på nationella utformningar, se basinkomst. 
Lokal basinkomst är en basinkomst som betalas ut i en by, en stad, en kommun eller en nationell region, snarare än i ett helt land, en hel delstat, eller i en överstatlig region. Om det är en större region, men ändå inte i en hel stat, kan begreppet regional basinkomst dock vara mer passande. Ett typexempel på en mycket lokal basinkomst är basinkomstprojektet i Otjivero, Afrika. Debatten om basinkomst har oftast fokuserat på den nationella nivån, men under senare tid, framförallt under 2000- och 2010-talet, har diskussionerna om lokal basinkomst blivit vanligare (liksom även globala och regionala utformningar). Groot Loek och Guy Standing är två forskare som ägnat stort intresse åt lokal basinkomst och den speciella problematik och utmaningar som finns kring sådana experiment.  

## Nordamerika

### Försöksprojekten under 1960- och 1970-talet
Under 1960- och 70-talen genomfördes fem storskaliga experiment med basinkomst i form av negativ inkomstskatt i USA och Kanada: 
- I de urbana delarna i New Jersey och Pennsylvania 1968-1972 (1 216 familjer).
- På landsbygden i Iowa och North Carolina, 1969-1973 (809 familjer).
- I Gary, Indiana, 1971-1974 (1 799 familjer).
- I Seattle och Denver, 1971-1982 (4 800 familjer).
- I Winnipeg och Dauphin, Manitoba (1 300 familjer)

En viss nedgång i antalet arbetade timmar kunde noteras i försöken. Exempelvis minskade antalet timmar i lönearbete med en procent för män, tre procent för gifta kvinnor och fem procent för ogifta kvinnor, i den kanadensiska studien  Nedgången berodde dock huvudsakligen på att många valde att studera mer och att familjer med barn var hemma längre med barnen.

### Ontario, Kanada
Ontario i Kanada tog 2016 ett beslut om ett delstatligt pilotprojekt med basinkomst. Projektet inleddes den 29 november 2017 och från det datumet kan personer som önskar delta i pilotprojektet ansöka om detta. För att vara berättigad till basinkomsten under pilotprojektet måste personen som ansöker vara 18–64 år och bo i något av de utvalda pilotområdena (Hamilton, Brantford, Brant, Thunder Bay, Oliver Paipoonge, Shuniah, Neebing, Conmee, O’Connor, Gillies eller Lindsay). Dessutom är det endast personer med inkomst under 34000 kanadensiska dollar per år, för singlar, eller under 48000 kanadensiska dollar per år, för par, som ingår. De som godkänns utifrån dessa kriterier som helt saknar arbetsinkomst mottar totalt 16.989 kanadensiska dollar per år (för singlar) och 24.027 kanadensiska dollar per år för par. Vid lönearbete reduceras basinkomsten, som egentligen är en negativ inkomstskatt, med hälften av lönen. Det vill säga om en ensamstående person i pilotprojektet har 20.000 kanadensiska dollar i lön på ett år, då minskar basinkomsten från 16.989 kanadensiska dollar till 6.989 kanadensiska dollar. Personer med handikapp får upp till 500 kanadensiska dollar extra per månad. Barnbidraget är oförändrat. "A-kassan" betalas ut som vanligt, men basinkomsten reduceras dollar för dollar med "a-kassebeloppet". Regeringen i Ontario vill genom pilotförsöket undersöka om basinkomst främjar hälsa, boende, studier och arbete för personer med låga inkomster.

### Edmonton och Calgary
Borgmästaren i Edmonton, Don Iveson, har föreslagit pilotprojekt med basinkomst i Edmonton och Calgary.

### Stockton, USA
I Stockton planeras ett projekt med basinkomst inledas i augusti 2018.[uppföljning saknas] Enligt planen ska minst 100 personer med olika inkomstnivåer motta basinkomst på 500 dollar per månad i tre år.

## Afrika

### Namibia
Projektet i byn Otjivero, Namibia, inleddes i januari 2008 och bakom stod BIG Coalition Namibia. Utvärderingen visade bland annat att fattigdomen minskat, att arbetslösheten minskat, hälsan förbättras och skolnärvaron ökat. I samband med utredningen beräknade forskningsinstitutet LaRRI att en nationell basinkomst skulle kosta strax över en miljard svenska kronor, eller strax under tre procent av Namibias bruttonationalprodukt. Nepru, the Namibian Economic Policy Research Unit, menar dock att de positiva effekterna har överdrivits.

### Uganda
Sedan januari 2017[uppföljning saknas] pågår ett basinkomstprojekt i byn Busibi. Alla invånare i byn deltar i projektet. Vuxna mottar 18.25 dollar per månad och barn mottar 9.13 dollar per månad. Totalt är det 56 vuxna och 88 barn som deltar och projektet är planerat att pågå i minst två år. Projektet dokumenteras av reportageserien Village One.

### Nigerdeltat
Nigerias regering överväger en regional basinkomst i Nigerdeltat.

## Latinamerika

Santo Antonio do Pinhal, Brasilien

### Quatinga Velho, Brasilien
Den ideella organisationen ReCivitas startade i oktober 2008 upp ett lokalt basinkomstprojekt i byn Quatinga Velho, Brasilien. Projektet var helt och hållet finansierat av privata gåvor. Arrangörerna håller även på att bygga upp en social bank, så att basinkomsten skall kunna finansieras med hjälp av investeringar snarare än donationer. Tanken med banken är att den skall fungera som en investmentbank, men att vinsten ska gå till basinkomst istället för till utdelning till aktieägare och chefer. En annan vision är att på sikt kunna stödja andra lokala basinkomstprojekt, världen över.

### Santo Antonio do Pinhal, Brasilien
Santo Antonio do Pinhal, Brasilien, med omkring 7 000 invånare antog den 12 november 2009, som första kommun i landet, en lag som ger kommunens invånare laglig rätt till en ovillkorlig basinkomst. 

## Asien

### Indien
Från 2011 och framåt har ett basinkomstprojekt pågått i Indien. Projektet har drivits av India’s Self Employed Women’s Association (SEWA) med stöd av Unicef. I projektet har 4 000 personer från åtta byar fått en månatlig basinkomst på 200 rupier (cirka 3,75 USD). Pengarna har delats ut oberoende av grad av fattigdom, grad av arbete eller arbetslöshet, ålder och kön. Deltagarna har också fått veta att de får använda pengarna efter eget tycke och smak. I projektet ingår också boende i tolv andra byar, vilka dock inte får basinkomst utan enbart fungerar som kontrollgrupp. I september 2012 släpptes den första preliminära rapporten, vilken visade positiva effekter gällande hälsa, utbildning, boende, infrastruktur och ekonomisk aktivitet. Den främsta positiva effekten, enligt rapporten, låg dock i ökad skolnärvaro. En stor del av den ökade inkomsten las på skolrelaterade utgifter såsom skoluniformer, skolavgifter, skor för skolan och böcker. SEWA har också låtit publicera en video där resultaten förklaras och med intervjuer med deltagarna.

## Europa

### Frankrike
Den 6 juli 2015 röstade "länsparlamentet" i Bordeaux, Frankrike, igenom en motion om att inleda en process syftande till ett pilotprojekt med basinkomst i regionen.

### Nederländerna
Flera städer i Nederländerna, bland annat Utrecht, gick under 2017[uppföljning saknas] ut med sin avsikt att inom kort starta upp olika pilotförsök med basinkomst och relaterade system, åtminstone för utvalda grupper av bidragstagare. Planerna har väckt internationell uppmärksamhet och bland annat rapporterats av The Independent.

### Storbritannien
Eric Mutch, kandidat till ämbetet som borgmästare av Bristol, England, fokuserade på lokal basinkomst i sin valkampanj 2012.

### Norden
Flensborg i Danmark beslutade i januari 2018 om ett kommunalt försök med basinkomst till ett representativt urval av kommunens invånare. I Sverige har Feministiskt initiativ och Piratpartiet föreslagit lokala/regionala basinkomstprojekt.

### Schweiz
I Lausanne i Schweiz togs 2016 ett beslut om att kommunen ska inleda ett basinkomstprojekt i samarbete med University of Lausanne.

## Forskning om lokal basinkomst
Försöken i Indien var omgärdat av omfattande praktiskt inriktad forskning, där Guy Standing spelat en stor roll. På det teoretiska planet har bland annat Groot Loek bidragit med flera artiklar på temat, bland annat i kapitlet "Why launch a basic income experiment?" (i Basic income, Unemployment and Compensatory Justice).  